# Rus de Kiev

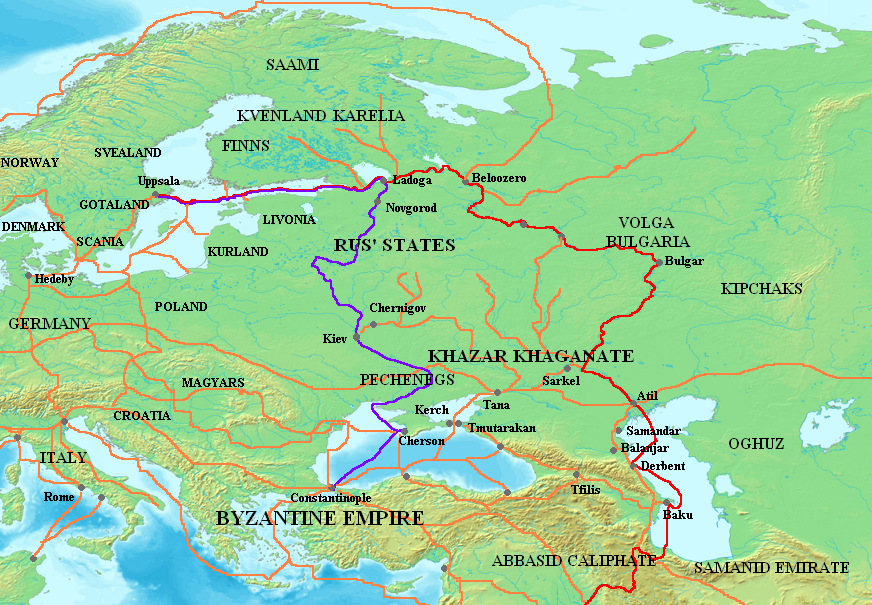
Mapa con las principales rutas de comercio varegas: las rutas comerciales del Volga (en rojo) y de los varegos a los griegos (en púrpura). El resto de las rutas comerciales de los siglos al aparecen en color anaranjado.

Mapa de la Rus de Kiev, siglos -.

La Rus de Kiev (en antiguo eslavo oriental, Киѥвьска Ру́сь; Kýievska Rus) fue una federación de tribus eslavas orientales desde finales del siglo IX hasta mediados del XIII, regida por la dinastía Rúrik. Alcanzó su extensión máxima a mediados del siglo XI, cuando se extendía desde el mar Báltico en el norte hasta el mar Negro en el sur, y desde las cabeceras del Vístula en el oeste hasta la península de Tamán en el este, y abarcaba a la mayoría de las tribus eslavas orientales.
La Rus de Kiev tiene sus orígenes en la fundación del Kanato de Rus y el surgimiento de la dinastía rúrika en el 862 d. C. Sin embargo, fue durante el reinado del príncipe Oleg (r. 879-912), quien en el año 882 extendió su control de Nóvgorod al valle del río Dniéper, con el fin de proteger el comercio de las incursiones jázaras en el este, y trasladó su capital a la más estratégica Kiev, cuando se estableció el país, que puede considerarse la base fundacional de lo que hoy es Rusia, Ucrania y Bielorusia. Sviatoslav I nórdico antiguo: Sveinald Ingvarsson 942-972, un príncipe-guerrero (o konung) llevó a cabo la primera gran expansión territorial de la Rus de Kiev, convirtiéndose en el Príncipe de Nóvgorod y Gran Príncipe de Kiev. Vladimiro el Grande (980-1015) introdujo la Cristiandad en 988 con su propio bautismo y, por decreto, a todos los habitantes de Kiev y más allá. La Rus de Kiev alcanzó su mayor extensión bajo Yaroslav I (1019-1054); sus hijos prepararon y publicaron su primer código legal escrito, la Justicia de la Rus (Rússkaya Pravda), poco después de su muerte.
El declive del Estado empezó a finales del siglo XI y durante el XII, cuando se desintegró en varios territorios confrontados. Se debilitó aún más por factores económicos, tales como el cese de los lazos comerciales de la Rus con Bizancio debido a la decadencia de Constantinopla y la subsiguiente disminución de las rutas comerciales en su territorio. La Rus de Kiev como Estado decayó finalmente con la invasión mongola de 1240.
Los actuales pueblos de Bielorrusia, Ucrania y Rusia, además de otros grupos étnicos eslavos, reivindican a la Rus de Kiev como el origen de su legado cultural,lo cual resulta evidente dado el comienzo de la Rus, con los asentamientos de pobladores de origen nórdico, incluido el propio Rúrik, un príncipe Varego, cuya procedencia se remonta o es originaria de la costa sueca, equivalente a Roslagen en Suecia (siendo el nombre más antiguo Roden).Los orígenes de Rúrik (Hrørīkr o Rørik,Veliki Nóvgorod 830 - Kiev 879), aunque inciertos, se sitúan como un protoeslavo nacido en Nóvgorod, que fue llamado para administrar y poner orden en la Rus de Kiev, dando lugar a una unificación temprana de la Rus de Nóvgorod y de Kiev.
Los estudios muestran una migración rápida que se inicia desde la costa norte de Suecia, en la zona de Uppland, hacia Finlandia y posteriormente a Kiev, con la mezcla de nobleza autóctona de la zona, iniciándose o remontándose la dinastía Rúrik con el Rey sueco (konung) Harold Hildit de Suecia de la provincia de Uppland (ca. 820 d. C.).

## Nombre
El nombre «Rus de Kiev» es un término académico moderno que surgió en la primera mitad del siglo xix, habiendo experimentado una evolución significativa a lo largo de la historia de su uso. Durante su existencia, la Rus de Kiev fue conocida como «tierra de los Rus» (en antiguo eslavo oriental: ро́усьскаѧ землѧ́, romanización: rusĭskaę zemlę) o simplemente como «Rus» (Роусь, romanizado: Rus' o Rusĭ). Otros nombres en otros idiomas de la época fueron el griego medieval Ῥῶς (Rhos) y árabe الروس (ar-Rūs). Desde el siglo XII y a principios de la edad moderna también se la llamó con el exónimo Ruthenia o Rutenia, y a sus habitantes como rutenos, especialmente por los polacos y lituanos, que poseían territorio de la antigua Rus como el Voivodato de Rutenia establecido encima del territorio del Principado de Galicia-Volinia.
M. A. Maksimóvich en su obra ¿De dónde proviene la tierra rusa? (1837) utilizó el término «Rus de Kiev» en la obra para distinguir el periodo de antigüedad de los Rus antes de la conquista de mongoles en 1242 de lo posterior, y no para designar algún país de ese nombre o al principado de Kiev en sí.

## Historia

### Origen
Según la Crónica de Néstor, la más antigua de la Rus de Kiev, un varego llamado Riúrik fue elegido jefe por varias tribus eslavas y finesas y, nacido o establecido en la ciudad de Nóvgorod sobre el año 860, se indica que fue elegido para hacerse cargo de la Rus de Nóvgorod, antes de trasladarse al sur y encargarse también, igualmente de Kiev, a petición de los pobladores de aquella Rus. La Crónica se refiere a él como patriarca de la dinastía rúrika.

En el año 6367 (859): Los varegos de ultramar recibieron tributo de los chuds, eslavos, merias, veses, kríviches,...

En el año 6370 (862): Provocaron que los varegos volvieran del otro lado del mar, rechazaron pagarles tributo y acordaron gobernarse a sí mismos. Pero no hubo ley entre ellos, y cada tribu se levantó contra cada tribu. La discordia se cebó así entre ellos, y empezaron a guerrear entre sí. Se dijeron: «Elijamos a un príncipe que mande sobre nosotros y que juzgue de acuerdo a la costumbre». Así acudieron más allá de los mares a los varegos, a los rus. Estos varegos eran llamados rus, como otros eran llamados los suecos, normandos, anglos y godos. Los chuds, eslavos, kríviches y veses dijeron entonces a los rus: «Nuestra tierra es grande y rica, pero no hay orden en ella. Que vengan a reinar príncipes sobre nosotros». Tres hermanos, con su parentela, se ofrecieron voluntarios. Tomaron consigo a todos los rus y vinieron.
Crónica 

Estos varegos se asentaron primero en las cercanías del lago Ládoga, se trasladaron posteriormente a Nóvgorod y llegaron finalmente a Kiev, donde pusieron fin al pago de tributo de los habitantes de la ciudad a los jázaros. La Rus de Kiev fue fundada por el príncipe Oleg de Nóvgorod sobre el año 882. Durante los siguientes treinta y cinco años, Oleg y sus caballeros dominaron las distintas tribus eslavas y finesas. En el 907 d. C., Oleg dirigió un ataque contra Constantinopla, y en el 911 firmó un tratado comercial con el Imperio bizantino en igualdad de condiciones. La Rus de Kiev, en su consideración del nuevo Estado de Kiev, prosperó por su control sobre la ruta que unía el mar Báltico con el mar Negro y Oriente, además de por su abundancia en pieles, cera de abeja y miel para exportar (véase Ruta comercial de los varegos a los griegos).
Dada la tendencia favorable a Escandinavia en la Crónica de Néstor, algunos historiadores eslavos han discutido el papel de los varegos en el establecimiento de la Rus de Kiev. Durante el reinado de Sviatoslav entre el 945 y el 972, los gobernantes de Kiev adoptaron la religión y nombres eslavos, pero su druzhina siguió estando formada principalmente por escandinavos. Las conquistas militares de Sviatoslav fueron destacables: propinó sendos impactos mortales a sus dos vecinos más poderosos, el Kaganato jázaro y el Imperio búlgaro, que cayeron poco después de sus incursiones.

### Edad dorada

Mapa de la Rus de Kiev en 1237.

La región de Kiev dominó el estado completo durante los siguientes dos siglos. El Gran príncipe de Kiev (veliki knyaz) controlaba las tierras circundantes a la ciudad, y sus familiares teóricamente subordinados a él gobernaban en otras ciudades y le pagaban tributo. El apogeo de su poder llegó durante los reinados de los príncipes Vladimiro (Vladimiro el Grande, r. 980-1015) y Yaroslav (el Sabio, 1019-1054). Ambos soberanos continuaron la expansión del principado que había comenzado Oleg.
Vladimiro llegó al poder en Kiev tras la muerte de su padre Sviatoslav I en el 972, al derrotar a su hermanastro Yaropolk I en 980. Como príncipe de Kiev, el mayor logro de Vladimiro fue la cristianización de la Rus de Kiev, proceso que emprendió en el 988 d. C. Los anales indican que, cuando Vladimiro decidió aceptar la nueva fe en lugar del paganismo idólatra eslavo, mandó a algunos de sus consejeros y guerreros más cercanos a distintos países de Europa. Tras visitar los católicos, judíos y musulmanes, acabaron en Constantinopla. Allí quedaron tan asombrados por la grandeza de la catedral de Santa Sofía y los servicios litúrgicos, que en ese momento, decidieron la fe oficial que adoptaría el Estado de la Rus de Kiev. Tras el regreso, convencieron a Vladimiro de que la fe de los griegos era la mejor opción; el príncipe emprendió un viaje a Constantinopla, donde se casaría con la princesa Ana, hermana del emperador bizantino Basilio II.
La opción por el culto oriental también reflejó posiblemente los vínculos estrechos con el Imperio, que dominaba el mar Negro y por ende la ruta comercial más importante para Kiev: el río Dniéper. La adhesión a la Iglesia ortodoxa tuvo importantes consecuencias políticas, culturales y religiosas a largo plazo. La Iglesia tenía una liturgia así como una colección de escrituras traducidas del griego al antiguo eslavo eclesiástico para los pueblos eslavos. La existencia de esta literatura facilitó la conversión al cristianismo de los eslavos orientales y los inició en una rudimentaria filosofía griega, a la ciencia y la historiografía sin la necesidad de aprender griego antiguo, a diferencia de la población culta de la Europa Occidental y Central, que continuaba manejando el latín. La independencia de la autoridad romana y la falta de obligación de aprender latín o griego hicieron que los eslavos orientales desarrollaran su propia literatura y bellas artes, sustancialmente distintas de las encontradas en otros países ortodoxos.
Yaroslav, conocido como «el Sabio», pugnó igualmente con sus hermanos por el poder. Aunque logró imponerse en Kiev en el año 1019, no fue reconocido como señor en toda la Rus de Kiev hasta el 1036. Como Vladimiro, Yaroslav I el Sabio se preocupó por entablar relaciones amistosas con el resto de Europa. Yaroslav casó a tres de sus hijas con príncipes extranjeros, exiliados, que vivieron en su palacio: Isabel (Elizaveta) con Harald III de Noruega (que obtuvo su mano por sus hazañas militares en el Imperio bizantino); Anastasia (Agmunda) con el futuro Andrés I de Hungría; y su hija menor, Ana de Kiev, con Enrique I de Francia, que regiría en este país durante la minoría de edad de su hijo. Otra hija puede haber sido Ágata que se casó con Eduardo el Exiliado, heredero del trono de Inglaterra, y que fue madre de Edgar Atheling y santa Margarita. Su hija mayor Dobroniega o Dobroñeva (o según otros fuentes su hermana) contrajo matrimonio con Casimiro I el Restaurador, rey de Polonia. La nieta de Yaroslav, Eupraxia (Adelaida), hija de su hijo Vsévolod I, se casó con Enrique IV del Sacro Imperio Romano Germánico. Mandó construir el primer gran edificio del principado, la Iglesia Desyatinna (o de la Dormición de la Virgen) de Kiev, así como la catedral de Santa Sofía de Kiev y la catedral de Santa Sofía de Nóvgorod. Patrocinó el clero autóctono y el monaquismo, además de atribuírsele la fundación de un sistema educativo. Los hijos de Yaroslav levantaron el gran monasterio de las Cuevas de Kiev, que funcionó como academia eclesiástica.

### Apogeo de los centros regionales

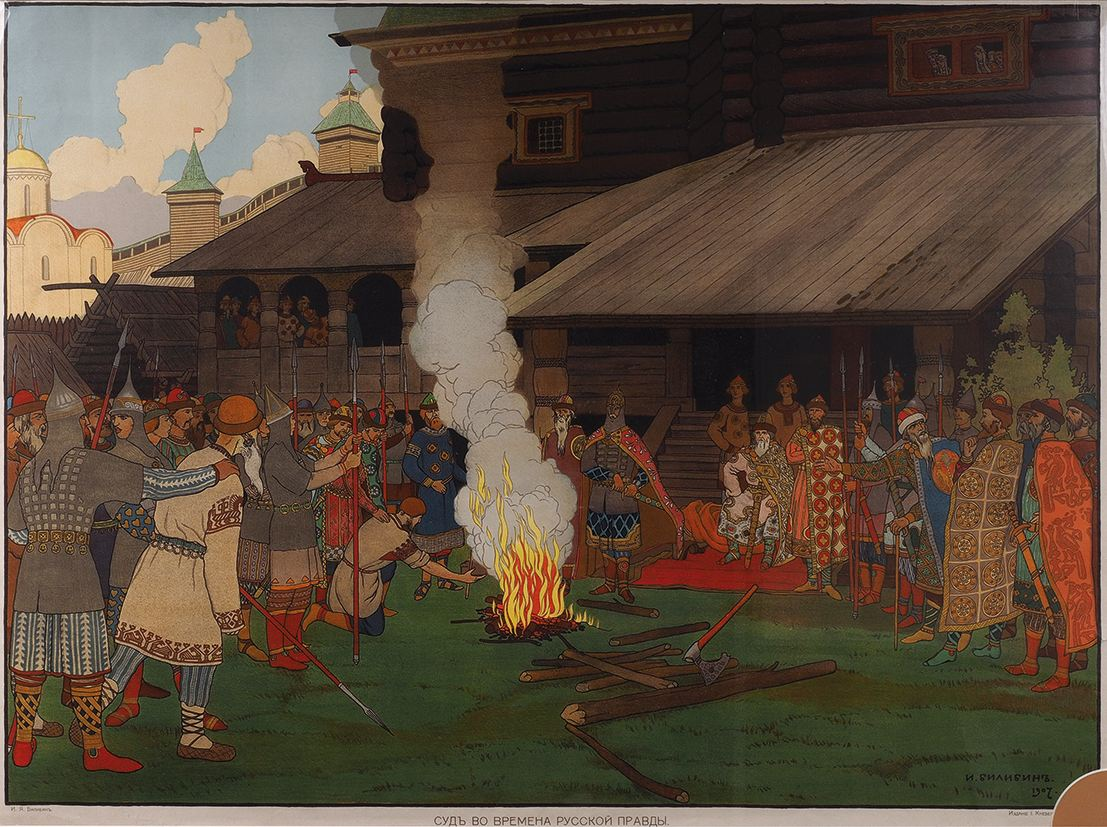
Impartiendo justicia en la Rus de Kiev, por Iván Bilibin.

La Rus de Kiev no fue capaz de mantener su estatus de potencia próspera y dominante, en parte por el aglutinamiento de dominios muy dispares regidos por un clan. A medida que los miembros de este clan fueron creciendo en número, se identificaron con intereses regionales más que con un patrimonio común mayor. Así, los príncipes se enfrentaron entre sí, formando eventualmente alianzas con grupos externos como los polacos o magiares. Durante el período 1054-1224, no menos de 64 principados tuvieron una existencia efímera, 293 príncipes reivindicaron derechos sucesorios y sus disputas provocaron 83 guerras civiles. En 1097, tuvo lugar el Consejo de Liúbech, el primer consejo federal conocido de la Rus de Kiev, celebrado en medio de las constantes rivalidades regionales entre los príncipes.
Las cruzadas condujeron a un cambio en las rutas comerciales europeas que aceleró el declive de Kiev. En 1204, las fuerzas de la Cuarta cruzada saquearon Constantinopla, lo que precipitó la decadencia de la ruta comercial del Dniéper llamada ruta comercial de los varegos a los griegos. Con el declive, la Rus de Kiev se escindió en varios principados y algunos grandes centros regionales: Nóvgorod, Vladímir-Súzdal, Galicia-Volynia, Pólatsk, Smolensk, Cherníhiv y Pereyáslav. Los habitantes de estos centros darían lugar con el tiempo a tres nacionalidades actuales: la ucraniana en el sureste y suroeste, la bielorrusa en el noroeste y la rusa en el norte y noreste.

### Estados sucesores

#### República de Nóvgorod

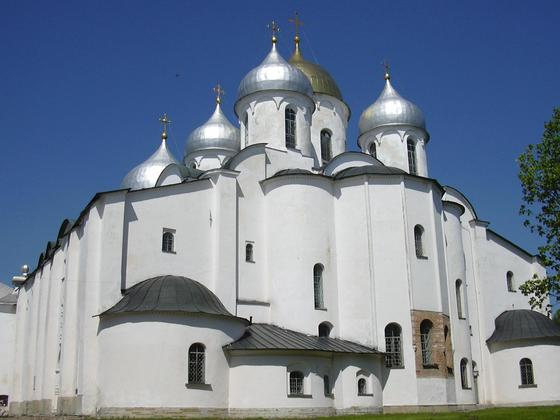
Catedral de Santa Sofía de Nóvgorod, mediados del.

Al norte, dada su situación privilegiada para controlar las rutas comerciales del Volga al mar Báltico,la República de Nóvgorod prosperaba como parte del principado. Cuando decayó Kiev, Nóvgorod comenzó a independizarse. Una oligarquía local gobernaría el territorio, de modo que una asamblea local (Veche) tomaba las decisiones gubernamentales, así como elegía a un príncipe como líder militar de la ciudad. Nóvgorod se parecía, tanto en su estructura política como sus actividades comerciales, a una ciudad de la Liga Hanseática, la alianza próspera que dominó el comercio de la región báltica entre los siglos XIII y XVII.

#### Principados de Vladímir-Súzdal y de Moscú
Al noreste, los eslavos colonizaron el territorio que llegaría a llamarse Moscovia, aliándose y mezclándose con los pueblos ugro-fineses que ocupaban la zona. La ciudad de Rostov fue uno de los centros más antiguos del noreste, aunque suplantado posteriormente por Súzdal en primer lugar, y después por la ciudad de Vladímir, que llegó a ser la capital del Principado de Vladímir-Súzdal. Las crónicas registraron un gran tráfico migratorio desde la región de la Rus de Kiev hacia el norte, para escapar de las continuas incursiones de nómadas túrquicos. A medida que las tierras del sur fueron despoblándose y más boyardos, nobles y artesanos iban llegando a la corte de Vladimiro, el principado fue destacándose como potencia dentro de los dominios de la Rus de Kiev.
En 1169, el príncipe Andréi Bogoliubski de Vladímir-Súzdal, asestó un duro golpe al poder decadente de la Rus de Kiev cuando sus ejércitos saquearon la capital, Kiev. El príncipe Andréi instaló entonces en el poder a su hermano menor, que gobernó brevemente en Kiev mientras Andréi continuaba dominando sus tierras en Súzdal. Así, el centro del poder político comenzó a alejarse de Kiev en la segunda mitad del siglo XII. En 1299, a resultas de la invasión mongola, el obispo metropolitano Máximo de Kiev se desplazó de Kiev a Vladímir completando su sustitución como centro religioso para las regiones septentrionales. En 1325, el príncipe de Moscovia Iván I trasladó al metropolita Pedro de Kiev desde Vladímir a Moscú, fundada en 1147.

#### Reino de Rutenia
Al suroeste, el Principado de Galicia-Volinia entabló relaciones comerciales con sus vecinos polacos, húngaros y lituanos, emergiendo como el sucesor en la zona de la Rus de Kiev. A principios del siglo XIII, el príncipe Román Mstislávich unió los dos principados previamente separados, conquistó Kiev y asumió el título de Gran príncipe de la Rus de Kiev. Su hijo, el príncipe Daniel de Galitzia, fue el primer gobernante de la Rus de Kiev en aceptar una corona del papa, rompiendo así aparentemente con Constantinopla, formándose el Reino de Rutenia. A comienzos del siglo XIV, el Patriarca de Constantinopla de la Iglesia ortodoxa garantizó a los señores de Galicia-Volinia un metropolitano para compensar el desplazamiento del de Kiev a Vladímir. Poco después, los jefes lituanos también pidieron y recibieron un metropolitano para Novogrúdok.
Sin embargo, la larga lucha contra los mongoles, la oposición interna al príncipe y la intervención extranjera, debilitaron a Galitzia. Con el fin de la rama Mstislávich (descendientes de Mstislav I de Kiev) de la dinastía de Rúrik a mediados del siglo XIV, Galitzia-Volinia dejó de existir. Polonia conquistó Galitzia y Lituania tomó Volinia, incluyendo Kiev, conquistada por Gediminas en la batalla del río Irpín, en el 1321 d. C. Esto permitió a los señores lituanos asumir el título de monarcas de Rutenia.

## Organización territorial

### Principados
| Principados de la Rus de Kiev             | Principados de la Rus de Kiev |
| ----------------------------------------- | ----------------------------- |
| Principados de la Rus de Kiev (1054-1132) |                               |
| Principados                               |                               |
| Vladímir-Súzdal                           | Pereyáslavl                   |
| Pólatsk                                   | Volinia                       |
| Túrov y Pinsk                             | Galicia                       |
| Smolensk                                  | Galicia-Volinia               |
| Minsk                                     | Kiev                          |
| Cherníhiv                                 | Nóvgorod-Síverski             |
| Riazán                                    | Tmutarakáñ                    |
| Otras entidades                           |                               |
| Nóvgorod                                  | Bélaya Vezha                  |
| Dependencias meridionales                 | Territorios drevlianos        |

## Cultura
En su segunda Edad de Oro, el arte bizantino se extendió a Armenia. En 1017 empezó a construirse la Catedral de Santa Sofía de Kiev. Siguiendo fielmente los influjos de la arquitectura de Constantinopla, se estructuró en forma basilical de cinco naves terminadas en ábsides. En Nóvgorod se levantan las iglesias de San Jorge y de Santa Sofía, ambas de planta central.

### Arte
El arte de la antigua Rus de Kiev fue, en cierto sentido, la continuación del arte bizantino.

### Arquitectura

#### Catedral de la Asunción de la ciudad de Vladímir

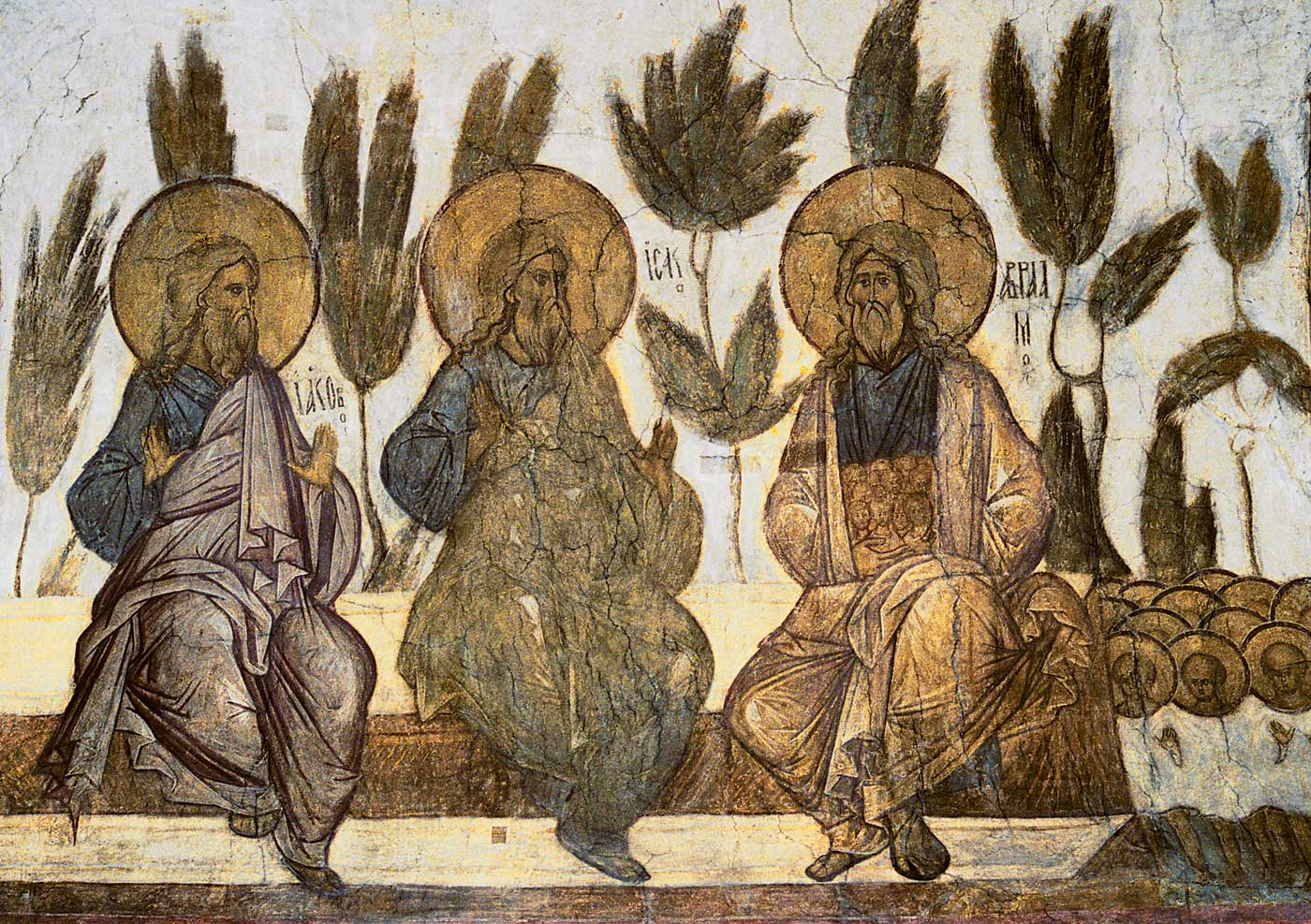
Fresco Seno de Abraham por Daniil Chorny en la Catedral de la Asunción de Vladímir.

La Catedral de la Asunción de la ciudad de Vladímir, solía ser una de las principales iglesias de la Moscovia medieval en los siglos XIII y XIV, y forma parte del Patrimonio de la Humanidad.
La catedral fue encomendada por Andréi Bogoliubski y dedicada a la virgen María, a quien se promovió como la santa patrona de Vladímir. Edificada entre los años 1158 y 1160, fue ampliada en el lapso de 1185-1189 para reflejar el prestigio de la ciudad. Con un área de superficie de 1178 m², fue la mayor iglesia rusa en los siguientes 300 o 400 años.
Andréi Bogoliubski, Vsévolod III de Vladímir y otros gobernantes del Principado de Vladímir-Súzdal, fueron sepultados en la cripta de esta iglesia. A diferencia de otros tantos santuarios, la catedral sobrevivió a la gran devastación e incendio de Vladímir en 1239, cuando las hordas mongolas de Batú Kan hicieron presencia.
Los muros exteriores de la iglesia están cubiertos con grabados muy elaborados. El interior fue pintado en el siglo XII y repintado por Andréi Rubliov y Daniil Chorny en 1408. La catedral de la Asunción sirvió de modelo para Aristóteles Fioravanti, cuando diseñó la Catedral de la Asunción en el Kremlin de Moscú (1475-1479).

#### Catedral de Santa Sofía de Nóvgorod
La Catedral de Santa Sofía de Nóvgorod (La sagrada sabiduría de Dios) fue construida de 1045 a 1052 y es la catedral más antigua de toda Rusia. La catedral de cinco domos de piedra fue construida por Vladímir de Nóvgorod en honor a su padre Yaroslav El Sabio, como un signo de gratitud de los novgorodenses por su ayuda en el conflicto de Yaroslav en la Rus de Kiev. Esta reemplazó a una iglesia más antigua y de madera de 13 domos, que había sido construida en el 989 d. C.
Las cúpulas obtuvieron su forma de casco en la década de 1150, cuando la catedral fue restaurada de un incendio. El interior fue pintado en los siglos XI y XII, pero los frescos son difíciles de ver a consecuencia de los frecuentes incendios. En los años 1850, partes del interior fueron repintadas.
Del s. XII al s. XV, la catedral fue el centro espiritual y ceremonial de la República de Nóvgorod.
Durante la ocupación nazi de Nóvgorod, el Kremlin de Nóvgorod fue dañado gravemente a causa de las batallas y el abuso nazi. Aun así, la catedral ha sobrevivido. La gran cruz en el domo principal fue retirada por el ejército español. Durante 60 años estuvo confinada en el Museo de la Academia militar de ingeniería de Madrid, hasta que el 16 de noviembre de 2004 fue devuelta por el ministro de Defensa español, José Bono, a la Iglesia ortodoxa rusa.